# Phyllostachys edulis
Espèce
Classification phylogénétique
Phyllostachys edulis, le bambou Moso ou bambou d'hiver, est une espèce de bambou de la sous-famille des Bambusoideae, de la famille des Poaceae (ou Graminées), originaire de Chine.
De toutes les espèces de bambou, le bambou moso est celui qui a la plus grande importance économique en Chine.
C'est l'espèce susceptible d'atteindre le plus grand développement en France, en particulier dans le sud du pays. Sa taille est de 15 à 20 mètres, voire plus.
Les tiges tendres des jeunes pousses ont été utilisées à partir du VIe siècle pour fabriquer du papier de bambou traditionnel en Chine. Parmi les papiers traditionnels, ces papiers de bambou sont devenus dominants dans la Chine du Sud, là où la matière première est abondante. Depuis les années 1930, il est aussi utilisé par les machines à papier de l’industrie papetière.
Les pousses de bambou Moso sont comestibles. Ses jeunes pousses sont cultivées pour la consommation.

## Étymologie
Le nom de genre Phyllostachys est composé de deux étymons grecs φύλλον - phúllon « feuille » et στάχυς - stákhus, « épi » ; la panicule est munie de bractées foliacées.
L’épithète spécifique edulis est un mot latin signifiant « bon à manger », en référence aux pousses de bambou comestibles.
En français, le terme bambou est emprunté par le canal du néerlandais puis du portugais à bambu, lequel est emprunté au marathe et au guzrati, langues dravidiennes de la côte ouest de l’Inde.
En français moso est emprunté au nom vulgaire japonais du Phyllostachys edulis モウソウチク（孟宗竹）qui en romaji est mōsōchiku.

## Nomenclature
L’espèce a été décrite en 1866  par le botaniste Élie-Abel Carrière du Muséum national d'histoire naturelle, dans la Revue Horticole (Paris) 38, à partir d’un bosquet de bambous moso cultivé en France. Il la nomme Bambusa edulis.
En 1906, le naturaliste belge Jean Houzeau de Lehaie transfère l’espèce dans le genre Phyllostachys établi par Siebold et Zuccarini (en 1843) (Le Bambou, son étude, sa culture, son emploi 1: 39. 1906. Les Phyllostachys ont un rhizome leptomorphe, plus fin que le chaume.
En Chinois, le nom vulgaire de l’espèce est 毛竹 maozhu (morph. « poil.bambou »); à Taiwan c’est 孟宗竹 Mèngzōngzhú, et en Japonais: モウソウチク.

## Synonymes
Il existe un nombre considérable de synonymes de P. edulis.
Quand Siebold et Zuccarini établirent le genre Phyllostachis, il y avait une seule espèce: P. bambusoides. Dans la deuxième partie du XIXe siècle, beaucoup de bambous furent introduits de Chine et du Japon en Europe et retinrent l’attention des botanistes et horticulteurs. La plupart de ces bambous introduits furent nommés dans la courte période allant de 1866 à 1896, et le nombre de binominaux du genre Phyllostachys atteignit 47 en 1917. Peu à peu les descriptions de la même espèce se multiplièrent, à une époque où l’information circulait mal et lentement. Dans la révision du genre, Chao et Renvoize se sont aperçus que la majorité des noms doivent être réduits à la synonymie. En 2022, Tropicos donne 97 synonymes de P. edulis :
- Bambusa edulis Carrière (basionyme)
- B. heterocycla Carrière
- Phyllostachys heterocycla (Carrière) Mitford
- Phyllostachys pubescens

etc.

## Description

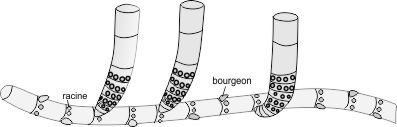
Rhizome monopodial

Les dimensions du  Phyllostachys edulis sont très variables suivant le climat et les conditions pédologiques. L’espèce sauvage, indigène à l’origine en Chine, est décrite ainsi dans Flora of China:
les  chaumes (tiges lignifiées) vert-bleutés au départ, puis jaunissant avec l'âge et le soleil, ont un diamètre compris entre 10 et 20 cm et peuvent atteindre malgré tout la hauteur de 20 m, voire plus. Les entrenœuds font jusqu’à 40 cm ou plus, ceux de la base se raccourcissent progressivement avec le temps, initialement ils sont densément pubérulents, blancs poudreux.
Phyllostachys edulis est un bambou monopodial à rhizomes traçants (leptomorphes). L’apex terminal du rhizome ne donne pas de nouveaux chaumes, mais continue à croître sous terre. Alors que les bourgeons latéraux peuvent produire de nouveaux chaumes, émergeant du sol.
Les gaines des chaumes (qui enveloppent le chaume) sont d’un brun-jaune ou brun-violet avec des taches brun foncé, à poils bruns denses, de 13 à 25 cm de long. Elles sont non persistantes. Elles présentent à leur sommet une ligule et des oreillettes. La ligule est arquée à aiguë, longuement ciliée. Au niveau des nœuds, sortent 2 branches, presque égales ; le long de la tige, d’un nœud à l’autre, la sortie se fait alternativement d’un côté et du côté opposé (disposition distique). Les branches apparaissent à partir de 10 m de hauteur.
Il y a 2 à 4 feuilles par branche terminale. Le limbe petit, fin, de 4–11 cm de long sur 0,5–1,2 cm de large, pubescent sur la partie inférieure proximale le long de la nervure médiane, avec 3–6 paires nervures secondaires, nervures tertiaires env. 9.
Les rameaux florifères sont en épi, de 5–6 cm. L’inflorescence élémentaire est un pseudo-épillet, avec un fleuron, un glume.
Le fruit est un caryopse (fruit sec indéhiscent, contenant une seule graine), étroitement elliptique.
La floraison a lieu de mai à août.

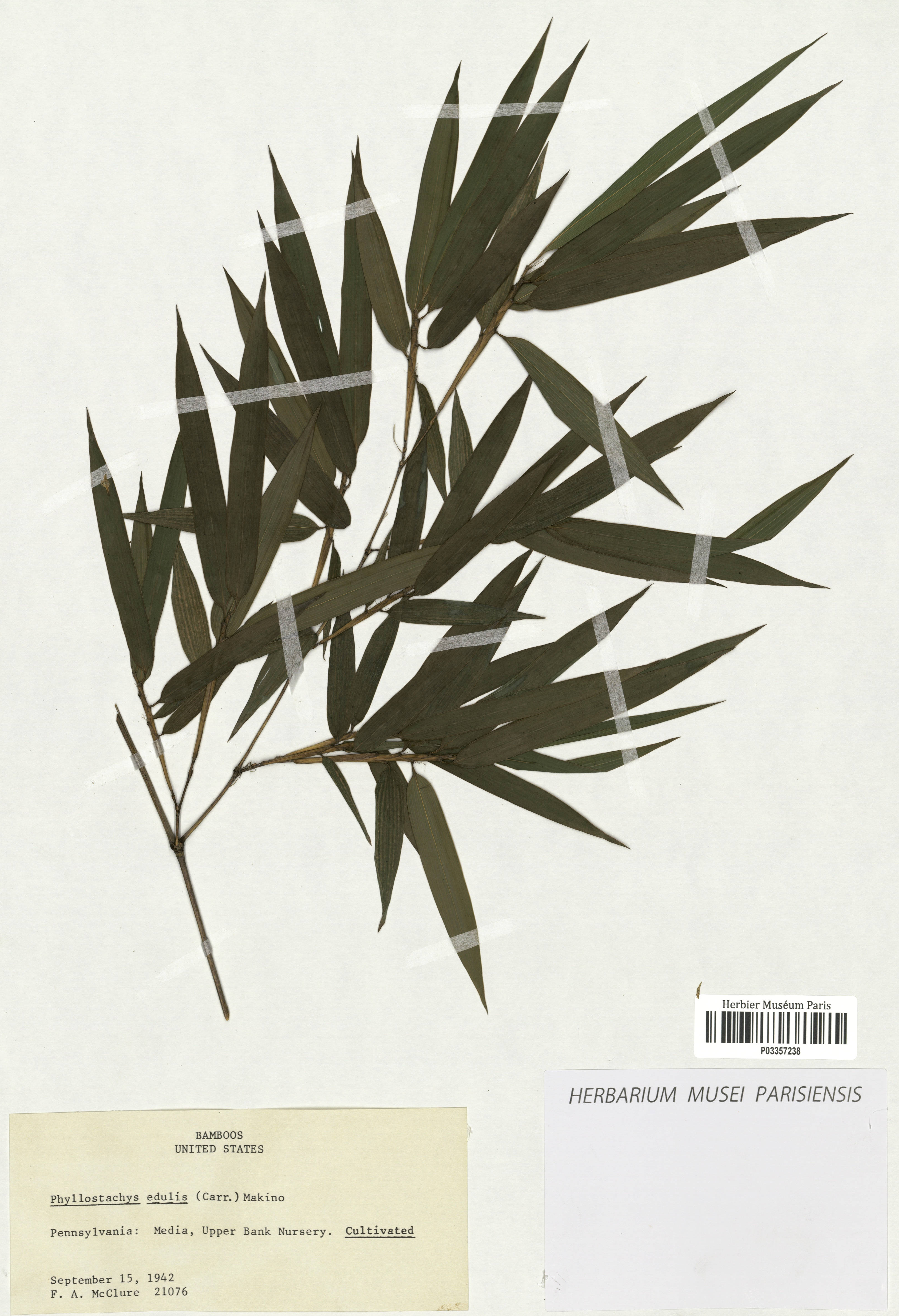
Deux branches sortent au niveau d'un nœud
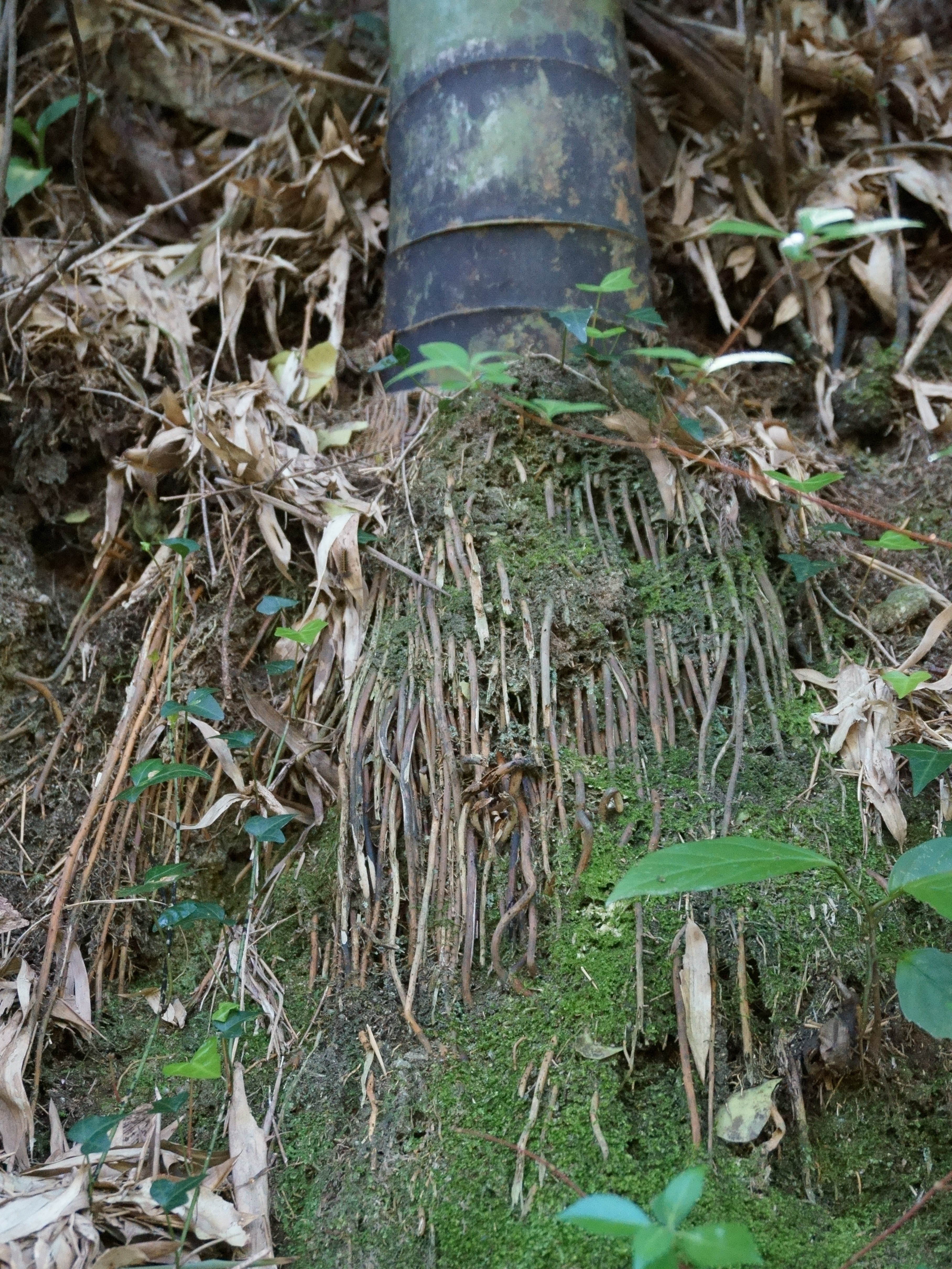
Enracinement
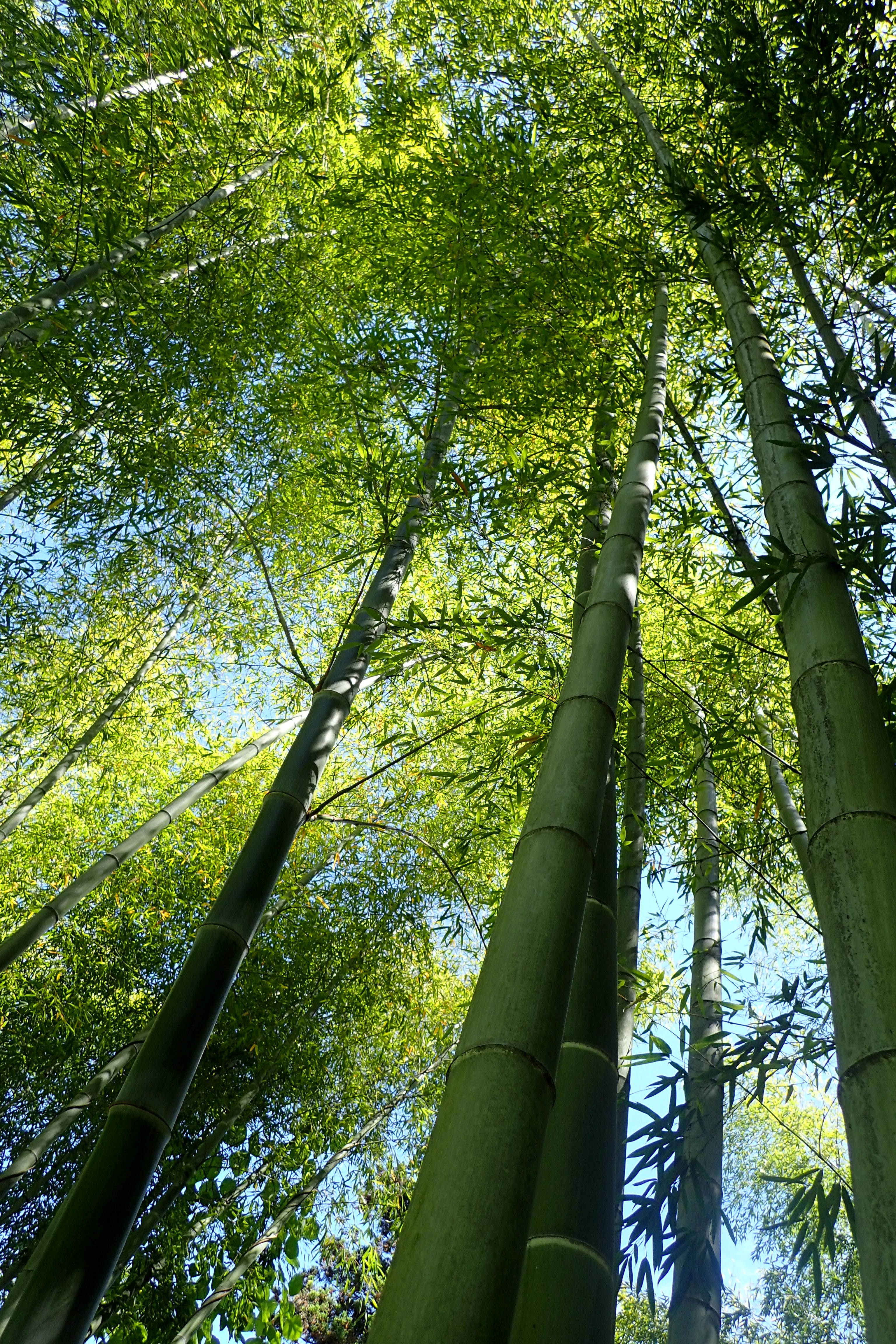
Bambouseraie de moso
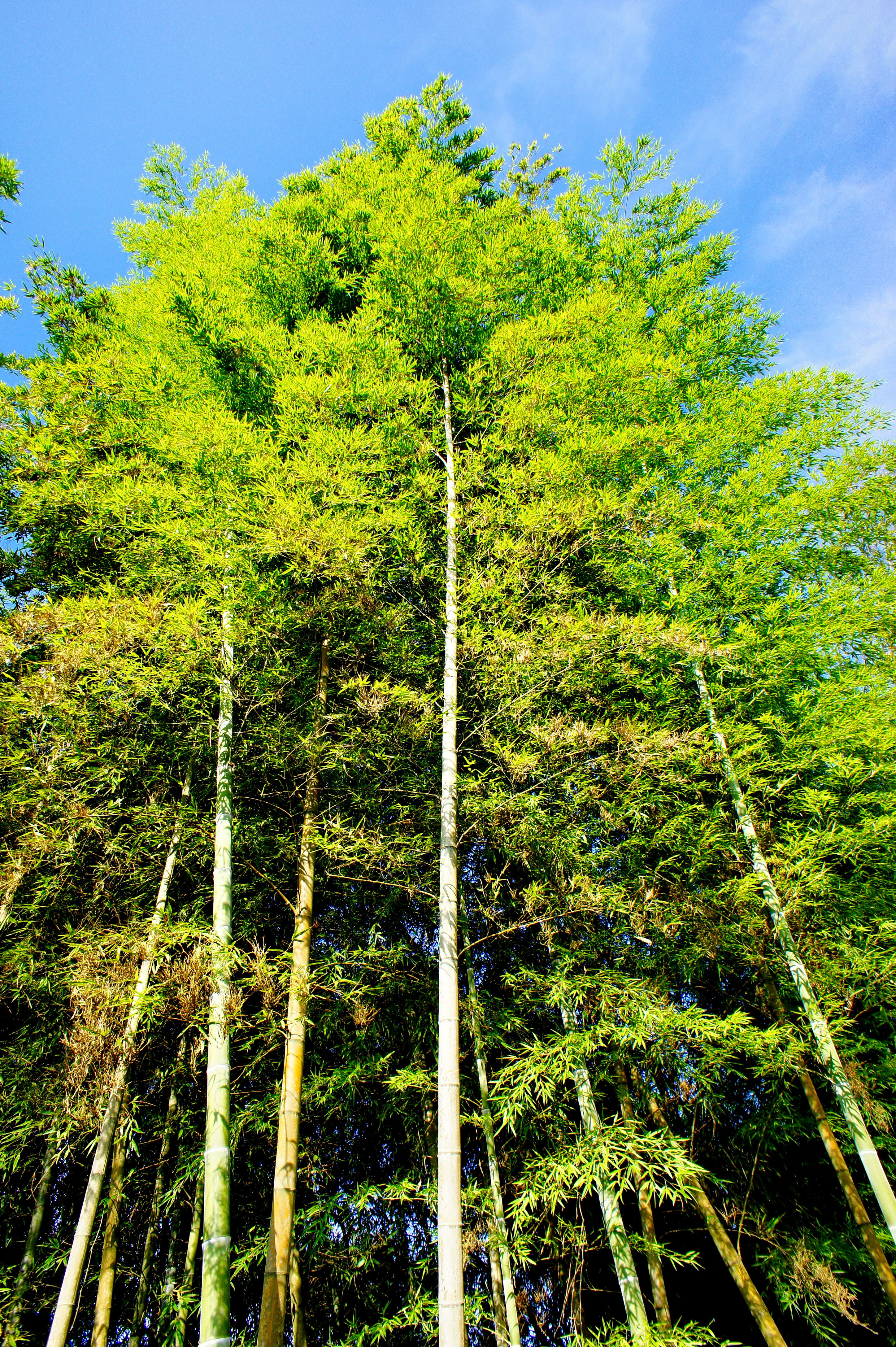
Bambou moso
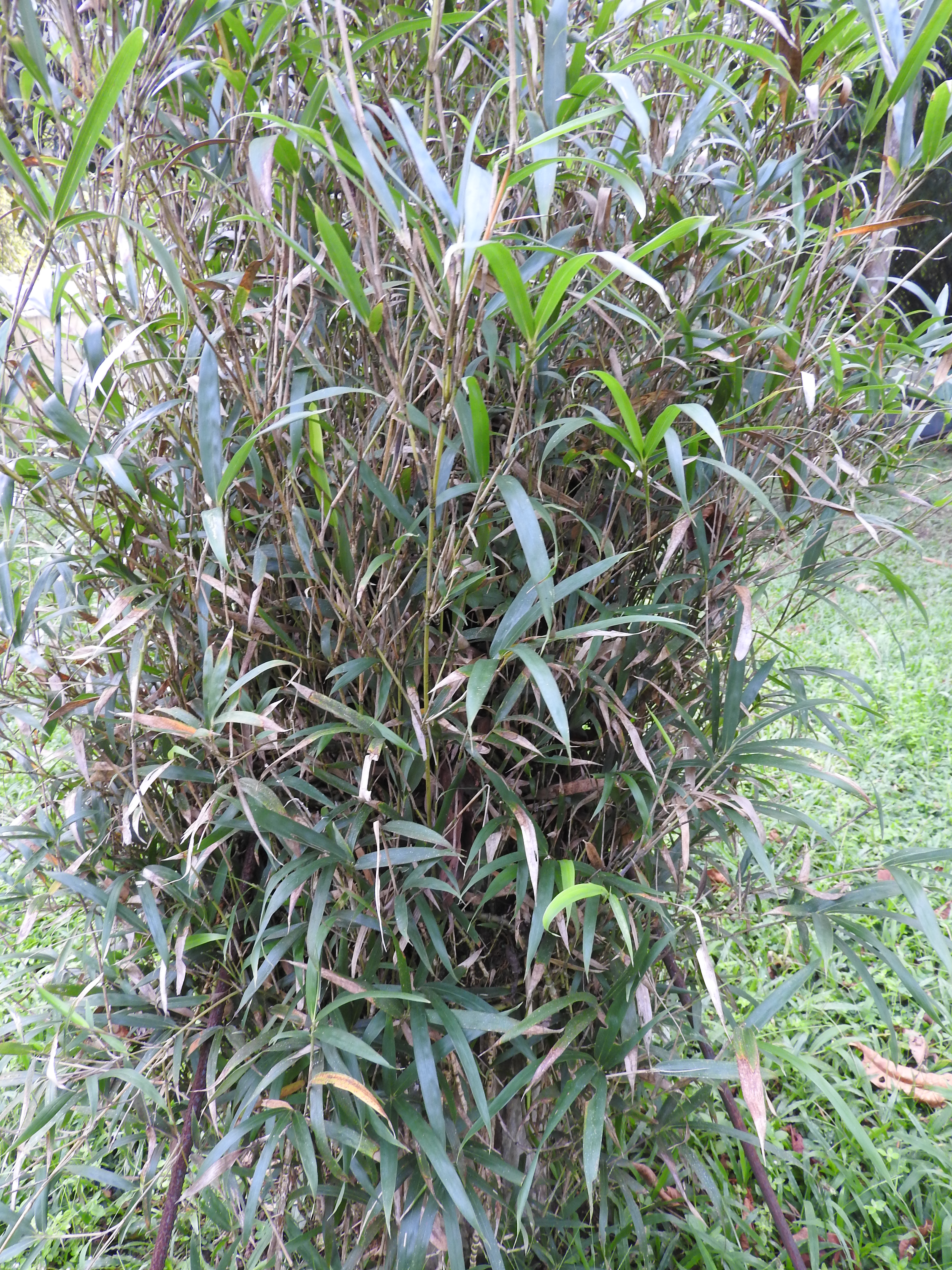
Phyllostachys edulis (Kerala, Inde)
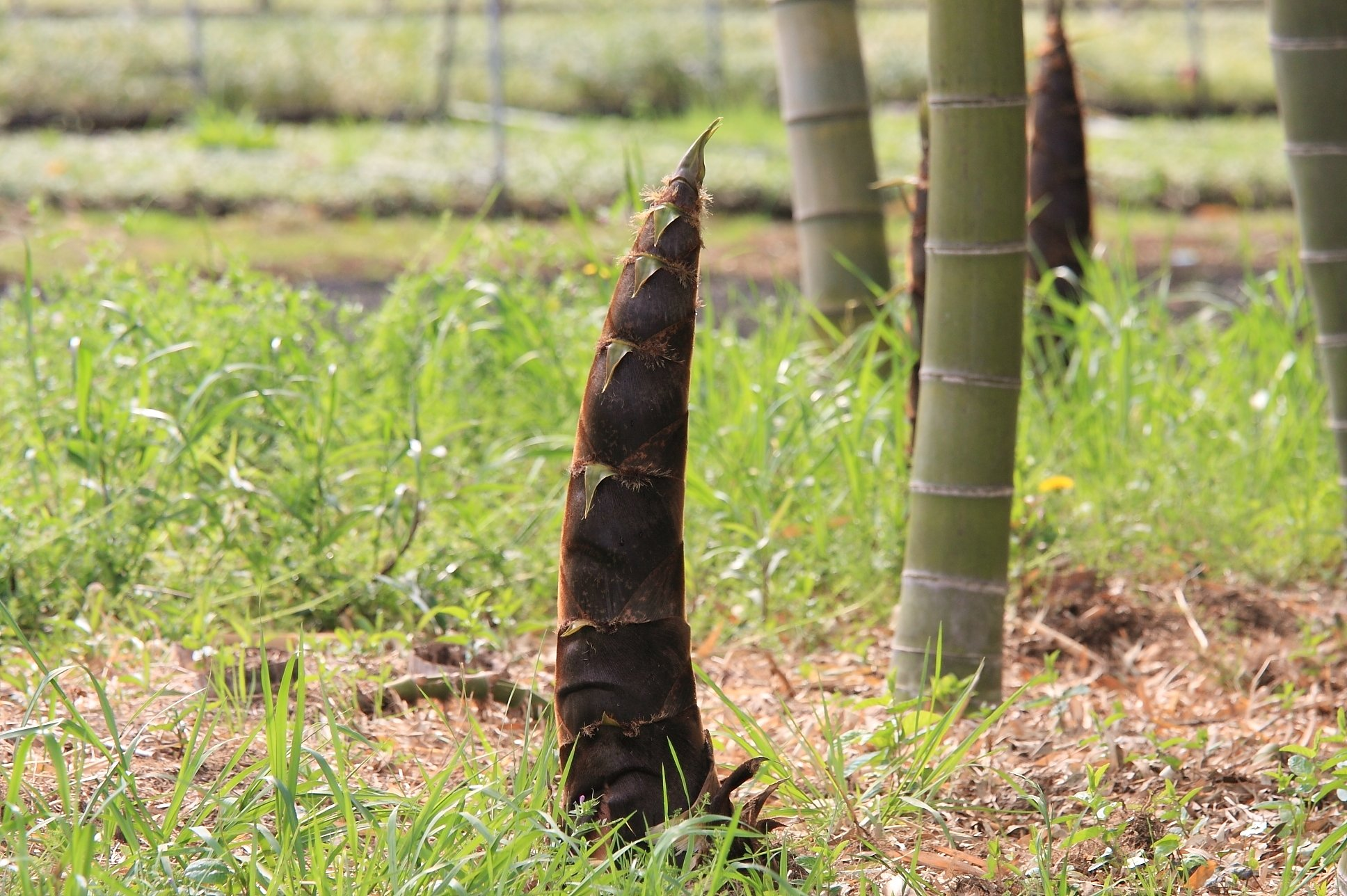
Turion

## Distribution et habitats
Le bambou moso est originaire de Chine. Il pousse principalement des monts Qinling jusque dans le cours moyen et inférieur du cours du Yangzi jiang et dans le Sud-Ouest de la Chine, soit dans les provinces de l’Anhui, Fujian Guangdong, Guangxi, Guizhou, Henan, Hubei, Hunan, Jiangsu, Jiangxi, Shaanxi, Sichuan, Taiwan, Yunnan, Zhejiang.
Il a été introduit en Corée, Japon, Philippines, Vietnam, Amérique du Nord. Il s’est naturalisé au Japon et dans d’autres pays.
Il pousse sur les pentes de montagnes en dessous de 1 600 m d’altitude. Il tolère le froid mais préfère les climats chauds et humides, avec des températures moyennes annuelles de 15 à 20 ℃ et les précipitations annuelles de 1 200 à 1 800 mm. C’est un bambou à réserver au Sud de la France et de l’Europe.
Il s’est naturalisé ou est cultivé dans toutes les provinces au Sud du Yangzi jiang. Le Zhejiang, Hunan, Jiangxi et l’ouest du Fujian représentent 80 % des occurrences.
À Taiwan, sa culture est commune dans toute l’île, jusqu’à 1 600 m d’altitude. Au Japon, il a d’abord été introduit dans l’Archipel Ryūkyū en 1736 puis dans le Honshū. En Corée, il a été introduit par les Japonais en 1898 ; il est largement cultivé. Au Vietnam, il a été introduit en culture au Nord du pays.

## Culture

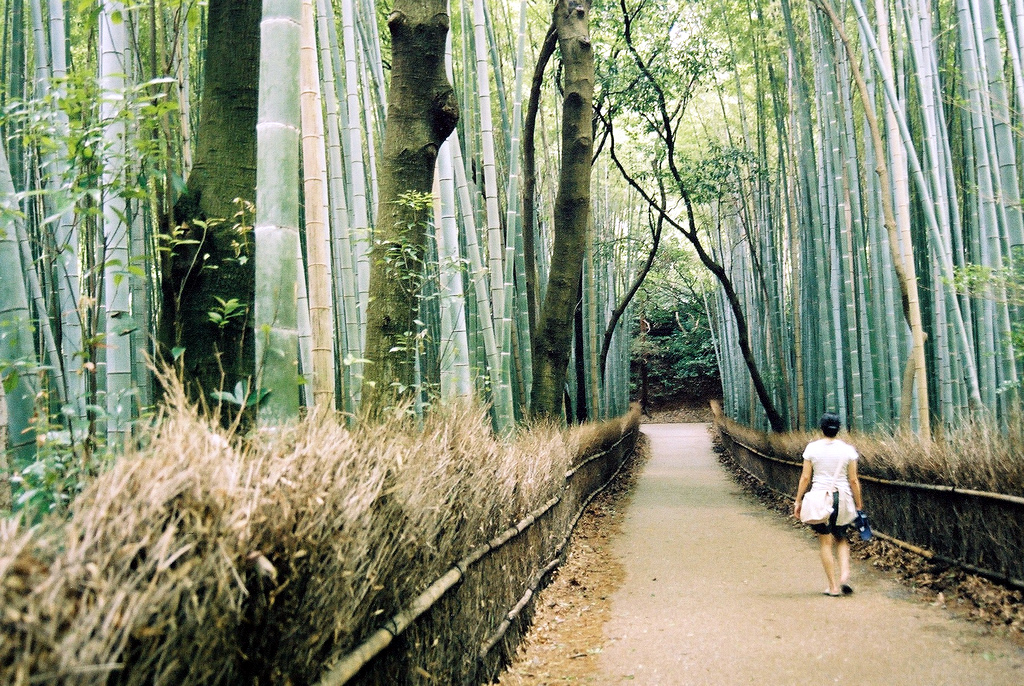
Bien que le bambou ne soit pas un arbre du point vue botanique, on parle de forêt de bambou (Arashiyama, Kyoto, Japon).

Les plantations de bambou moso sont les plus grandes étendues artificielles de Chine (Rapport, 1994). Dans la plupart des cas, elles sont pures. Les forêts de moso couvrent 74 % de la superficie totale des bambous de Chine.
Les bambous poussent vite. Il ne faut que 5 à 6 ans au bambou moso pour atteindre d’âge d’abattage alors qu’il faut 10 à 20 ans de plus pour les arbres à croissance rapide.
Ce bambou apprécie le soleil, un sol fertile et pas trop sec. Ces paramètres ainsi que la température déterminent ses dimensions, il résiste dans de mauvaises conditions mais sans atteindre ses proportions habituelles de son pays d'origine.
Une des plus belles bambouseraies de moso au monde est la bambouseraie d'Arashiyama ainsi que la « forêt de bambous géants de Sagano » à Kyoto (Japon).
En France, la bambouseraie de moso la plus connue, ouverte au public, se situe à Prafrance dans le Gard, aussi connue sous le nom de Bambouseraie en Cévennes ou bambouseraie d’Anduze. Les bambous moso y culminent à 23 mètres. On trouve également cette espèce dans la bambouseraie de Planbuisson en Dordogne (commune de Le Buisson-de-Cadouin). D’après AEB France, le moso est un bambou géant difficile et décevant dans bien des situations. Sa phase d’établissement nécessite, dans de bonnes conditions, une quinzaine d’années.

## Utilisations
En chinois, le nom vernaculaire du bambou moso est 毛竹 maozhu. Il a une croissance rapide, une maturité précoce, un rendement élevé et une large utilisation. Après cinq à dix ans de croissance, il peut être abattu et être utilisé.

### Alimentation

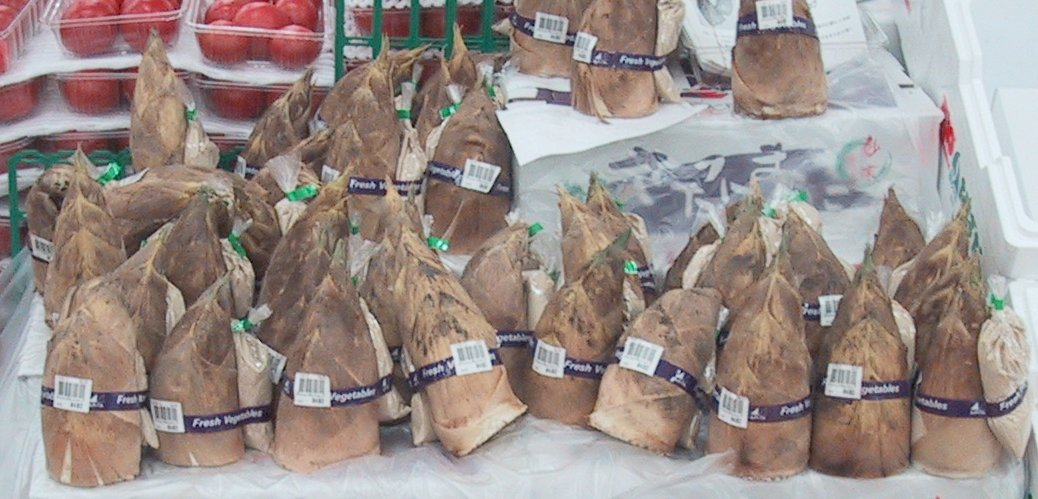
Turions de bambou (takenoko) tels qu'ils sont vendus au Japon

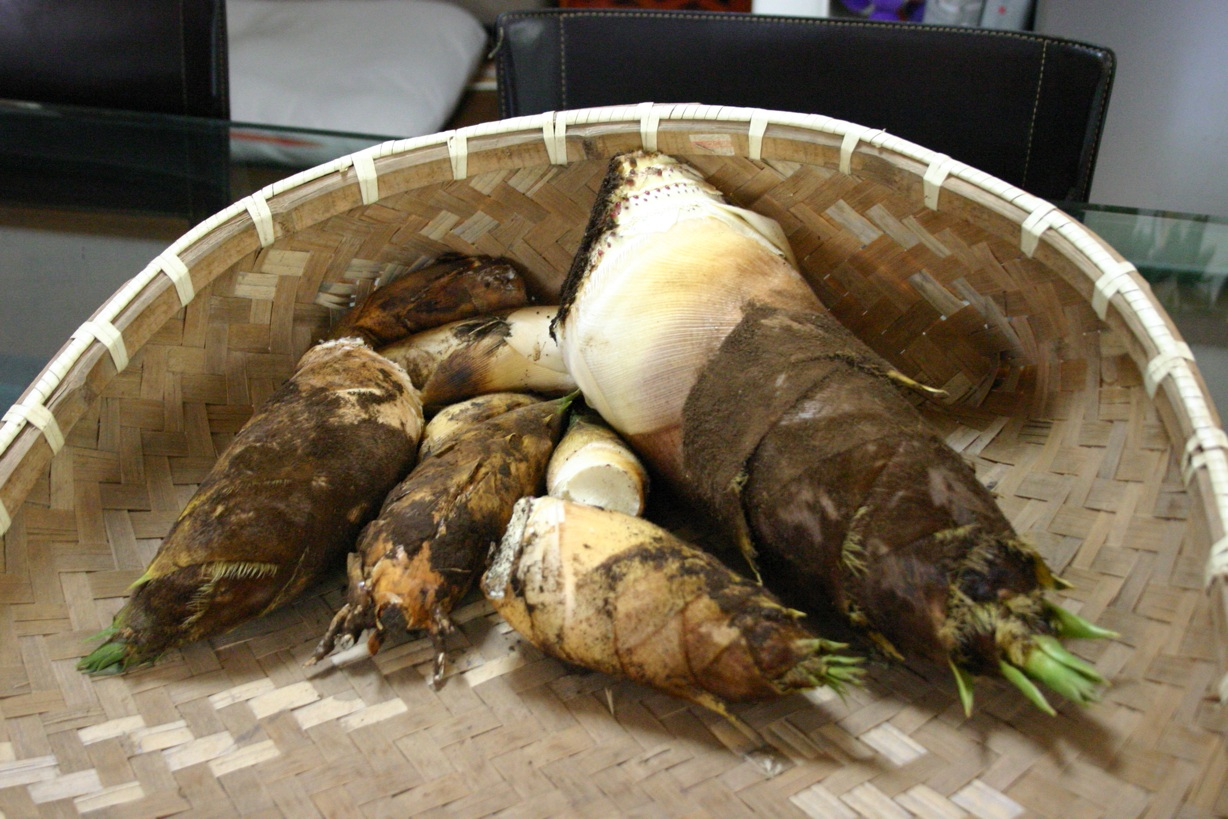
Pousses de bambou juste récoltées

Le bambou moso Phyllostachys edulis fournit des turions comestibles ou pousses de bambou.
La culture des pousses de bambou moso se fait principalement en Chine, à Taiwan et au Japon. À Taiwan, la période de récolte s’étend de mars à mai.
En France, ils sortent en avril, et se développent à une vitesse remarquable de 50 cm à 1 m par jour, durant le pic de la période de croissance. Les jeunes pousses sont cueillies, un peu comme des asperges, dès qu'elles commencent à sortir de terre.
L’analyse nutritionnelle des pousses de bambou indique qu’ils contiennent une grande quantité de protéines, d'acides aminés essentiels, d'acides phénoliques, de stérols et de fibres alimentaires,. Crues, elles peuvent contenir des glycosides cyanogènes. Ces toxines doivent être détruites par une cuisson complète.

### Panneaux de bambou
L’industrie des panneaux de bambou a connu une croissance rapide en Chine. Les principaux produits sont le bambou contre-plaqué, le bambou lamifié, le bambou plein, les panneaux de particules de bambou, les panneaux de fibres de bambou etc.
Ce bambou, comme le Phyllostachys viridiglaucescens, est utilisé dans la construction comme dans le théâtre en bambou vivants au Zhejiang en Chine, ainsi que dans l'élaboration de lamellés-collés, pour ameublement, parquets et charpente, etc.

### Papier de bambou
Les premiers papiers fabriqués en Chine sous la dynastie Han (-206, +220) étaient faits à partir de fibres de chanvre, de ramie, de lin puis d’écorce de mûrier. Au cours des siècles suivants, la créativité sans pareil des papetiers chinois les amena à expérimenter des dizaines d’espèces végétales différentes. Le choix des bambous se fit au VIe siècle mais le grand développement du papier de bambou ne s’est fait qu'après le XIIIe siècle.
La large distribution naturelle des bambous moso au Sud de la Chine ont longtemps fourni la matière première nécessaire à la fabrication artisanale du papier de bambou. Au XXe siècle, le développement de la fabrication industrielle avec des machines à papier produisant en continu, a permis d’accroître considérablement la production. Il fut alors nécessaire de cultiver industriellement le moso pour répondre à la demande.

### Horticulture
En Europe, il a été introduit en 1875 par le docteur Augustin Hénon en provenance du Japon puis en Angleterre en 1890. Aux États-Unis, son introduction date de 1893, il est peu cultivé.
Le bambou moso est un bambou traçant. Les spécimens vendus en pépinières ont une hauteur adulte de 8 à 12 m, pour un diamètre de 4 à 10 cm, variable suivant les cultivars et les conditions de culture. Il est très rustique, il résiste à −23 °C.
Dans la bambouseraie d’Anduze, diverses variétés de Phyllostachys edulis sont cultivées.

## Liste des sous-espèces et variétés
Selon Tropicos (29 septembre 2016) (attention liste brute contenant possiblement des synonymes) :
- sous-espèce Phyllostachys edulis cv quadrangulata Gardner,
- variété Phyllostachys edulis var. heterocycla (Carrière) J. Houz.

## Cultivars
Liste non exhaustive de formes subordonnées:
- Phyllostachys edulis 'Bicolor', M.J. Lai & D.Y. Hong
- Phyllostachys edulis 'Ajiensis',
- Phyllostachys edulis 'Kikko' ou 'Kikko-Chiku' (syn. : Phyllostachys edulis var. heterocycla (Carrière) J. Houz.)
- Phyllostachys edulis 'Subconvexa' Makino ex Tsuboi  (syn.: Phyllostachys heterocycla f. subconvexa, Phyllostachys pubescens 'Subconvexa'),
- Phyllostachys edulis 'Nabeshimana', (syn.: Phyllostachys heterocycla f. nabeshimana, Phyllostachys pubescens f. luteosulcata (T.H. Wen) C.S. Chao & Renvoize).

## Biochimie
On a isolé divers composés chimiques à partir de Phyllostachys edulis, dont notamment :
- acides hydroxycinnamiques[14] :
  - acide p-coumarique,
  - acide caféique,
  - acide férulique ;
- acides chlorogéniques[14] :
  - acide chlorogénique (acide 3-(3,4-dihydroxycinnamoyl)quinique),
  - acide 3-O-(3‘-méthylcaféoyl)quinique,
  - acide 5-O-caféoyl-4-méthylquinique,
  - acide 3-O-caféoyl-1-méthylquinique (C17H20O9, masse exacte : 368,110732).
- flavones
  - tricine[15],[16] :
  - 7-O-méthyltricine[16]
  - flavones glycosylées[15],[17] :
    - orientine[15],[17],
    - isoorientine[15],[17],
    - vitexine[15],[17],
    - isovitexine[15],[17],
    - 5,7,3'-trihydroxy-6-C-β-D-digitoxopyranosyl-4'-O-β-D-glucopyranosyl flavonoside[15],
    - 5,3',4'-trihydroxy-7-O-β-D-glucopyranosyl flavonoside[15],
    - 5,4'-dihydroxy-3',5',-dimethoxy-7-O-β-D-glucopyranosyl flavonoside[15],
    - 5,7,3',4'-trihydroxy-6-C-(α-L-rhamnopyranosyl-[1→6])-β-D-glucopyranosyl flavonoside[15].